# Олександр III (цар Імереті)
Олександр III (груз. ალექსანდრე III, 1609–1660) — цар Імеретії (1639–1660), старший син і спадкоємець царя Георгія III.

## Життєпис
Наприкінці правління свого батька царевич Олександр зміг викупити його з полону у князя Левана Дадіані. 1639 року, після смерті батька, Олександр зайняв престол. Він укріпив фортечною стіною Кутаїсі та оселив у своїй столиці всіх головних і найзаможніших імеретінських вельмож з їхніми родинами, щоб вони не долучились до Дадіані. В одному з боїв у полон до Левана потрапив царевич Мамука, молодший брат царя Олександра.
Олександр відрядив посольство до Москви, прохаючи військово-політичної допомоги у царя Олексія Михайловича. Москва та Кутаїсі почали обмінюватись посольствами. Олександр, вигнавши свого сина Баграта разом з його матір'ю та не маючи дітей від Дареджан, усиновив Георгія, онука кахетинського царя Теймураза. Після смерті Георгія Олександр помирився з Багратом та проголосив його спадкоємцем престолу.
1657 Олександр з великим військом вторгся до Мегрелії. Він посадив там на княжий престол Ваміка Дадіані, сина Мамії. Землі на схід від Унагіра було приєднано до Імереті.
1660 року Олександр III помер. Його спадкоємцем став старший син Баграт V.

## Родина
Був одружений двічі. 1618 року одружився з Тамарою Гурієлі, дочкою князя Мамії II (1598–1627), проте 1620 розлучився з нею.
1629 одружився з Дареджан (пом. 1668), дочкою царя Кахетії Теймураза I та Хорешан Картлійської.